# Isoetes sabatina
Isoetes sabatina är en kärlväxtart som beskrevs av Troìa och Azzella. Isoetes sabatina ingår i släktet braxengräs, och familjen Isoetaceae. Inga underarter finns listade i Catalogue of Life.